# 花柳喜章
花柳 喜章（はなやぎ よしあき、1924年〈大正13年〉1月5日 - 1978年〈昭和53年〉1月3日）は日本の俳優。本名は青山勝。
1924年1月5日、兵庫県出身（1923年1月22日、東京府出身とする説もある）。幼いとき俳優・花柳章太郎の養子となる。芸名は父親の名前から一字、章太郎の師匠の喜多村緑郎から一字貰い受け合成したものである。
1933年11月、明治座
で初舞台「侠艶録」のぼたんを演じた。俳優の養成同好会の「青年の会」で後進の指導に当たる。戦後は「山椒大夫」（1954年）、「春琴物語」（1954年）などの映画に出演した。その他、代表作としてNHK大河ドラマ『花神』で西郷隆盛を演じている。1978年1月2日、新橋演舞場の初日の舞台で倒れ、人事不省のまま翌日54歳で早世した。

## 出演

### 映画

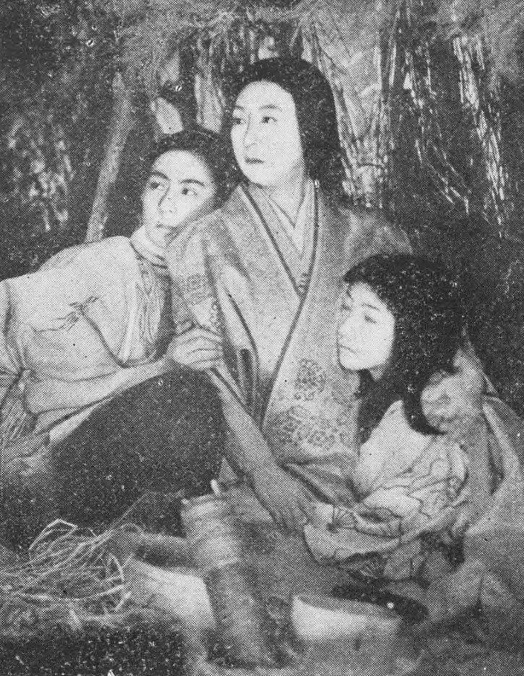
『山椒大夫』（1954年）

- 残菊物語（1939年） - 尾上多見二郎 役
- 晴小袖（1940年） - 与吉 役
- 夫婦太鼓（1941年） - 多助 役
- 夢よもういちど（1949年） - 喜升 役
- 山椒大夫（1954年） - 厨子王 役
- 春琴物語（1954年） - 佐助 役
- 狂四郎無頼控 魔剣地獄（1958年） - 松永左京 役
- 晴小袖（1961年） - 和泉屋喜兵衛 役
- あかね雲（1967年） - 久能川市次 役
- 超高層のあけぼの（1969年） - 水野専務 役

### テレビドラマ
- 赤穂浪士（1964年、NHK） - 大石三平 役
- 風雪（1964年-1965年、NHK） - 島津斉彬／守田勘弥／伊藤博文／山県有朋 役
- 三姉妹（1967年、NHK） - 白石屋良介 役
- 平四郎危機一発（1967年、TBS） - 泉川警部
- 開化探偵帳（1968年-1969年、NHK） - 駒形の浅吉
- 銭形平次 （1968年、フジテレビジョン/東映）第116話「四人目の男」 - 茂吉
- 大坂城の女（1970年、フジテレビ） - 一条則兼 役
- おんなの劇場「吉野太夫」（1970年、フジテレビ） - 近衛応山 役
- 青春太閤記 いまにみておれ!（1970年、日本テレビ） - 今川義元 役
- 紅つばめお雪 第12話「穴はひとすじ」（1970年、NET）- 江戸屋仁左ヱ門 役
- 国盗り物語（1973年、NHK） - 今川義元 役
- 勝海舟（1974年、NHK） - 岩瀬修理 役
- 元禄太平記（1975年、NHK） - 中島五郎作
- 必殺からくり人 （1976年 / ABC、松竹） 第2話「津軽じょんがらに涙をどうぞ」- 新門辰五郎 役
- 遠山の金さん（1976年、NET/東映）第63話「愛と憎しみの果て」 - 田河内膳亮
- 日曜劇場 夢のながれ（1976年10月17日、CBC） - 九条亮介 役
- 花神（1977年、NHK） - 西郷隆盛 役

### ラジオドラマ
- 楢山節考（1969年、NHKラジオ第一）

## 註
1. 1 2  コトバンク
2. ↑  劇団新派・俳優名鑑